# Her Greatest Love
Her Greatest Love er en amerikansk stumfilm fra 1917 af J. Gordon Edwards.

## Medvirkende
- Theda Bara som Vera Herbert.
- Marie Curtis som Lady Dolly.
- Walter Law som Zuoroff.
- Glen White som Lord Jura.
- Harry Hilliard som Lucies Coresze.